# كارل هاينز بيترز
كارل هاينز بيترز (بالألمانية: Karl-Heinz Peters)‏ (و. 1903 – 1990 م) هو ممثل، من ألمانيا، توفي في ميونخ، عن عمر يناهز 87 عاماً.

## وصلات خارجية
- كارل هاينز بيترز على موقع IMDb (الإنجليزية)
- كارل هاينز بيترز على موقع ألو سيني (الفرنسية)
- كارل هاينز بيترز على موقع قاعدة بيانات الأفلام السويدية (السويدية)
- كارل هاينز بيترز على موقع قاعدة بيانات الفيلم (الإنجليزية)
- كارل هاينز بيترز على موقع كينوبويسك (الروسية)